# Марков, Иван Васильевич (тайный советник)
Иван Васильевич Марков (1785—1855) — русский государственный деятель, тайный советник.

## Биография
Служил в Министерствах иностранных и внутренних дел, просвещения и военном; несколько лет находился чиновником для особых поручений при Белорусском генерал-губернаторе князе Хованском; впоследствии был могилёвским гражданским губернатором (1837—1838).
Перевёл с французского книгу Сен-Ренье. Несколько строк о И. В. Маркове оставил в своих «Записках» Ф. Ф. Вигель, рассказывая о женитьбе в 1800-х гг. будущего губернатора на воспитаннице театральной школы Болине.

## Награды
В числе полученных им наград:
- Орден Святой Анны 2-й степени
- Орден Святого Владимира 3-й степени
- Знак отличия за ХХХ лет беспорочной службы